# Arbresha Rexhepi
Arbresha Rexhepi (ur. 31 października 2000) – macedońska judoczka. Uczestniczka Letnich Igrzysk Olimpijskich w Tokio.
Uczestniczyła m.in. w Igrzyskach Śródziemnomorskich w Tarragona (2018) oraz Igrzyskach Europejskich w Mińsku (2019). W 2020 roku wystartowała w Letnich Igrzysk Olimpijskich w Tokio, gdzie w 1/16 została pokonana przez Chelsie Giles. Pełniła również funkcję jednego z chorążych flagi Macedonii Północnej.